# Козловка (Бутурлиновский район)
Козловка — село в Бутурлиновском районе Воронежской области.
Административный центр Козловского сельского поселения.

## География
Козловка (первоначальное название — Верхние Острожки, Шиповка), село Бутурлиновского района. Расположена на северо-восточной окраине Шипова Леса, у истока р. Чигла, в 12 км к западу от районного центра. В 1685 году здесь существовал юрт жителя г. Козлова А. Дорохова.
Улицы
В селе Козловка насчитывается 44 улицы:
| - 1 Мая, - 9 Января, - Буденного, - Гагарина, - Дачная, - Дзержинского, - Дунай, - Закавказская, - Заречная, - Кавказская, - Калинина, | - Карла Маркса, - Кирова, - Коммунистическая, - Красная Заря, - Красная Углянка, - Красноармейская, - Красное Солнце, - Красных Партизан, - Крупская, - Крупской, - Ленина, | - Лесной Уголок, - Максима Горького, - Мира, - Молодёжная, - Нижняя Чигла, - Новая, - Октябрьская, - Площадь Свободы, - Площадь Свободы, - Пролетарская, - Пугачёва, | - Пушкина, - Садовая, - Свердлова, - Серебрянского, - Спартака, - Степана Разина, - Терновка, - Фридриха Энгельса, - Фрунзе, - Чигольская 1-я, - 9 января. |

## Население
| 1859  | 1897    | 1959  | 2002  | 2010  | 2012  | 2013  | 2014  | 2015  |
| ----- | ------- | ----- | ----- | ----- | ----- | ----- | ----- | ----- |
| 7608  | ↗11 530 | ↘7449 | ↘3390 | ↘3137 | ↘3086 | ↘3034 | ↘3006 | ↘2906 |
| 2016  | 2017    | 2018  | 2019  | 2020  | 2021  |       |       |       |
| ↘2846 | ↘2820   | ↘2785 | ↘2727 | ↘2706 | ↘2522 |       |       |       |

## История
Козловка основана в 1698 году однодворцами из Козловского уезда Входила в состав Козловского, затем Гваздинского уездов Тамбовской провинции (губернии) (до 1782 года), Бобровского уезда (1782—1928). Жителями с. Козловка образованы с. Озерки (1840), пос. Чулок (1880), ряд хуторов. 1-я приходская школа, которая была открыта священником Ф. Мерхалевым во 2-й четверти XIX века. В середине XIX века существовала почтовая станция. В 1914 году произошло крестьянское волнение.
Каменная церковь Успенская (1822—1826), Троицкая (1862—1869), Вознесенская (1906—1907) — не сохранились. Одним из священников служил С. Е. Пятницкий, в 1910 году для записи народных песен приезжал его брат М. Е. Пятницкий. В 1900 году в Козловке имеется 3 общественных здания, 2 земские школы, 2 ЦПШ, 1 школа грамоты, 7 мануфактурных, 20 мелочных, 4 винных, 8 чайных лавок, трактир.
В настоящее время в с. Козловка работает ООО агрофирма Шипова дубрава, средняя и неполная средняя школы, участковая больница, лесоцех.
Население в 1859 году — 7608 чел, в 1900 году — 11829 чел, в 1926 году — 9653 чел, в 2002 году — 3615 чел, в 2007 году — 3400 чел.